# El Cerrito (Colombie)
Pour les articles homonymes, voir El Cerrito et Cerrito.
El Cerrito est une municipalité colombienne du département de Valle del Cauca.
Elle se trouve à 47 km de la ville de Cali et elle est séparée d'elle par la cordillère Occidentale des Andes.
La municipalité abrite le domaine El Paraíso où l'écrivain Jorge Isaacs a vécu et l'a imaginé comme décor pour son roman María. L'hacienda El Paraíso est également l'un des lieux de tournage du film María, adapté de l'ouvrage de Jorge Isaacs.
Une partie du territoire de la ville appartient au parc national naturel de Las Hermosas.

## Toponymie
Le nom de la municipalité, d'origine castillane, fait référence à la pente où la ville est située : au pied d'un des massifs de la cordillère des Andes colombiennes.
Cerrito est le diminutif de cerro, terme espagnol signifiant : colline, coteau, mamelon, montagne peu élevée.

## Géographie
La ville se trouve en plaine, sur les bords du fleuve homonyme, sur le versant occidental de la cordillère Centrale.
Elle se répartit en deux zones topographiques :
- une zone montagneuse avec les flancs occidentaux de la cordillère Centrale ;
- une zone de plaine avec la vallée du fleuve Cauca.

L'hydrographie de la région comprend les fleuves Amaime, Cauca, Cerrito et Sabaletas, ainsi que de nombreux torrents, petits cours d'eau et le lac Tres Américas.

### Frontières
El Cerrito est limitrophe, au nord, de Guacarí et Ginebra, à l'est, de Chaparral, dans le département de Tolima, au sud, de Palmira, et à l'ouest, de Vijes.

### Corregimientos et quartiers (barrios)
Ses corregimientos sont : Santa Elena, El Placer, San Antonio, Santa Luisa, El Pomo, El Castillo, El Moral, El Carrizal, Aují, Los Andes et Tenerife.
Le chef-lieu municipal est subdivisé en plusieurs barrios (quartiers) : San Rafael, Santa Bárbara, Chapinero, Buenos Aires, Eduardo Cabal Molina, La Estrella, El Rosario, Sagrado Corazón, Álvaro Navia Prado, El Cincuentenario, La Esperanza, Sajonia, Pueblito Valluno, Coincer, Villa del Carmen, Los Samanes, Villa Cariño, Villa La Paz, Brisas de la Merced (Teatrino), Nuevo Amanecer et El Porvenir.

## Histoire

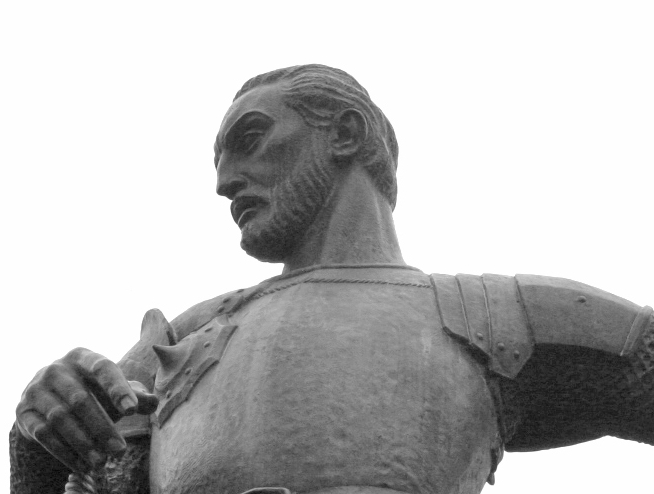
Statue de Sebastián de Belalcázar à Cali

À l'arrivée des conquistadors conduits par Sebastián de Belalcázar, le territoire était habité par le peuple amérindien des Pijaos qui, sous le commandement du cacique Calarcá, furent battus par les Européens.
Dans la région de Guazábara, où les indigènes adoraient l'arbre totujandi, le capitaine Gregorio de Astigarreta fonda le domaine San Jerónimo de los Ingenios qui appartenait à la commune de Guacarí. Les premières habitations y furent construites en 1797. Le conseil communal de Cali fonda la commune de Pantanillo qui avait juridiction du fleuve Las Guabas jusqu'au fleuve Nima. Elle passa en 1821 sous la juridiction du canton de Buga et fut transférée sur les terrains donnés par Petrona et Sebastiana Cárdenas successivement.
La première messe fut célébrée par le prêtre don Manuel José Guzmán le 30 août 1825 qui donna le nom San Jerónimo au territoire. Par une ordonnance du 14 octobre 1854 des organes législatifs du Cauca, le district de Guzmán fut fondé, en honneur du prêtre. Par l'ordonnance du 30 août 1864, ce territoire fut élevé au rang de district municipal avec le nom d'El Cerrito.
Dans le territoire de la municipalité se trouvent quelques-unes des anciennes tenues de la Valle del Cauca. Parmi elles, se trouve l'hacienda El Paraíso, construite durant le XVIIIe siècle aux pieds de la cordillère Centrale. L'écrivain Jorge Isaacs a utilisé ce domaine comme cadre de son roman María.

## Activité économique
Les principales activités économiques sont l'agriculture et l'élevage avec la production de raisin, de canne à sucre et le travail du cuir. Sur ce territoire, du maïs, du soja, du riz, du millet, des haricots, des piments et des fleurs tropicales comme les orchidées sont également produits.
S'ajoutent à ces activités primaires, la production de meubles (spécialement en bois) et le tourisme.

## Festivités

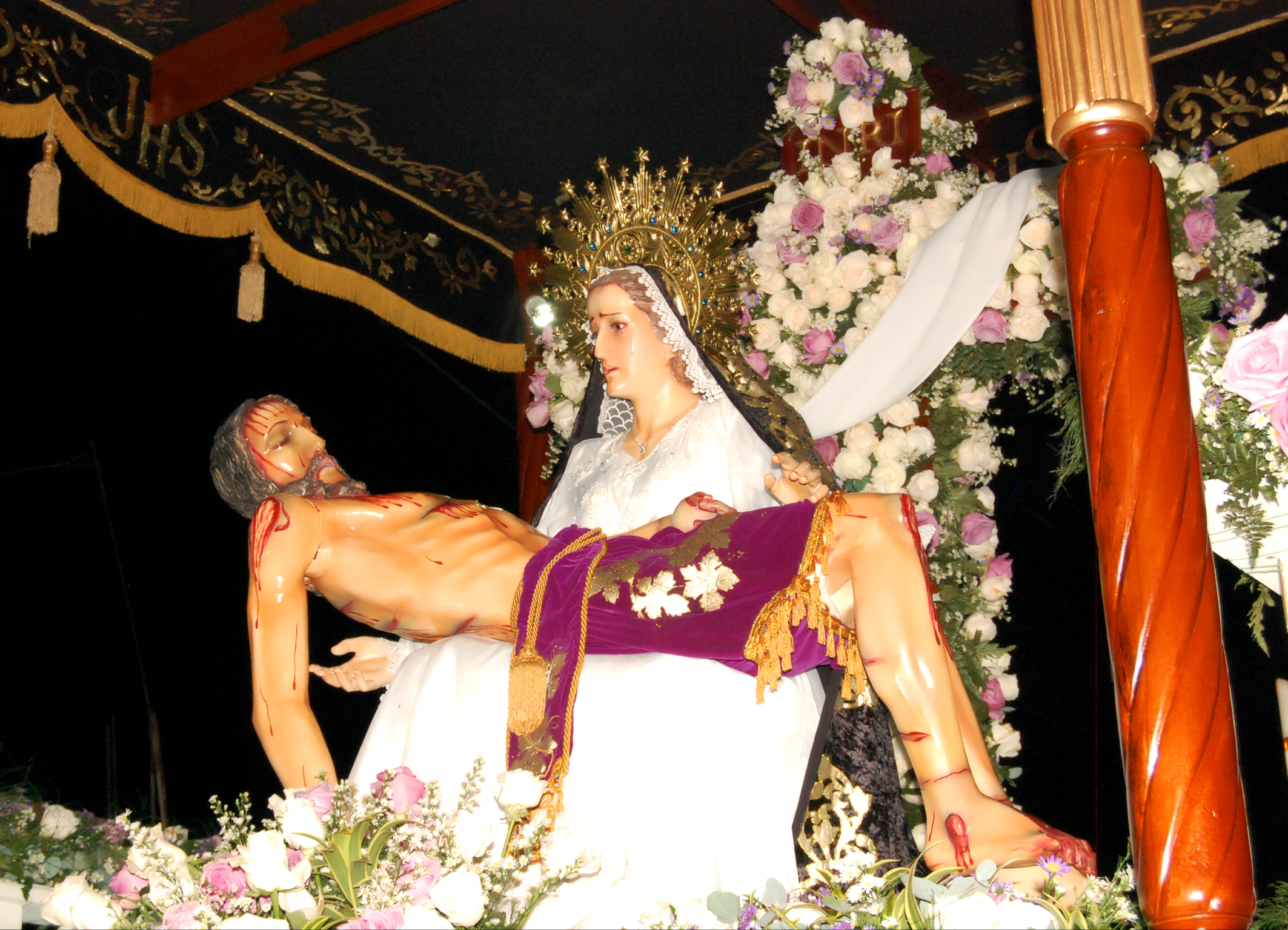
Procession du Vendredi Saint à El Cerrito

- Fête de l'Oignon à Tenerife Valle Despensa Agrícola de la Valle, à l'août.
- Fête du paysan dans le quartier d'Auji, en juillet.
- Semaine sainte.
- Fête de l'Anniversaire.
- Fête du raisin dans le quartier de Santa Elena.
- Día de blancos y negros dans le quartier d'El Placer.
- Concours de cerf-volant durant les mois de juillet et août.
- Fête patronale en honneur de la Très Sainte Vierge de Chiquinquirá.
- Festival Isaacsiano de la Culture réalisé par la fondation « Centre Cultural Universitas Maison de la Culture ».

## Attraits touristiques
Dans la ville, on peut retrouver divers bâtiments ayant une valeur historique comme les domaines coloniaux : El Albión, Trejitos, La Merced, La María, La Cruz, El Paraíso, Piedechinche, La Concepción, Novillero, La Argelia, La Aurora, San Miguel, Trapiche de San Fernando, El Hatico, Milán, El Trejo, Villa Mercedes et San Joaquín.

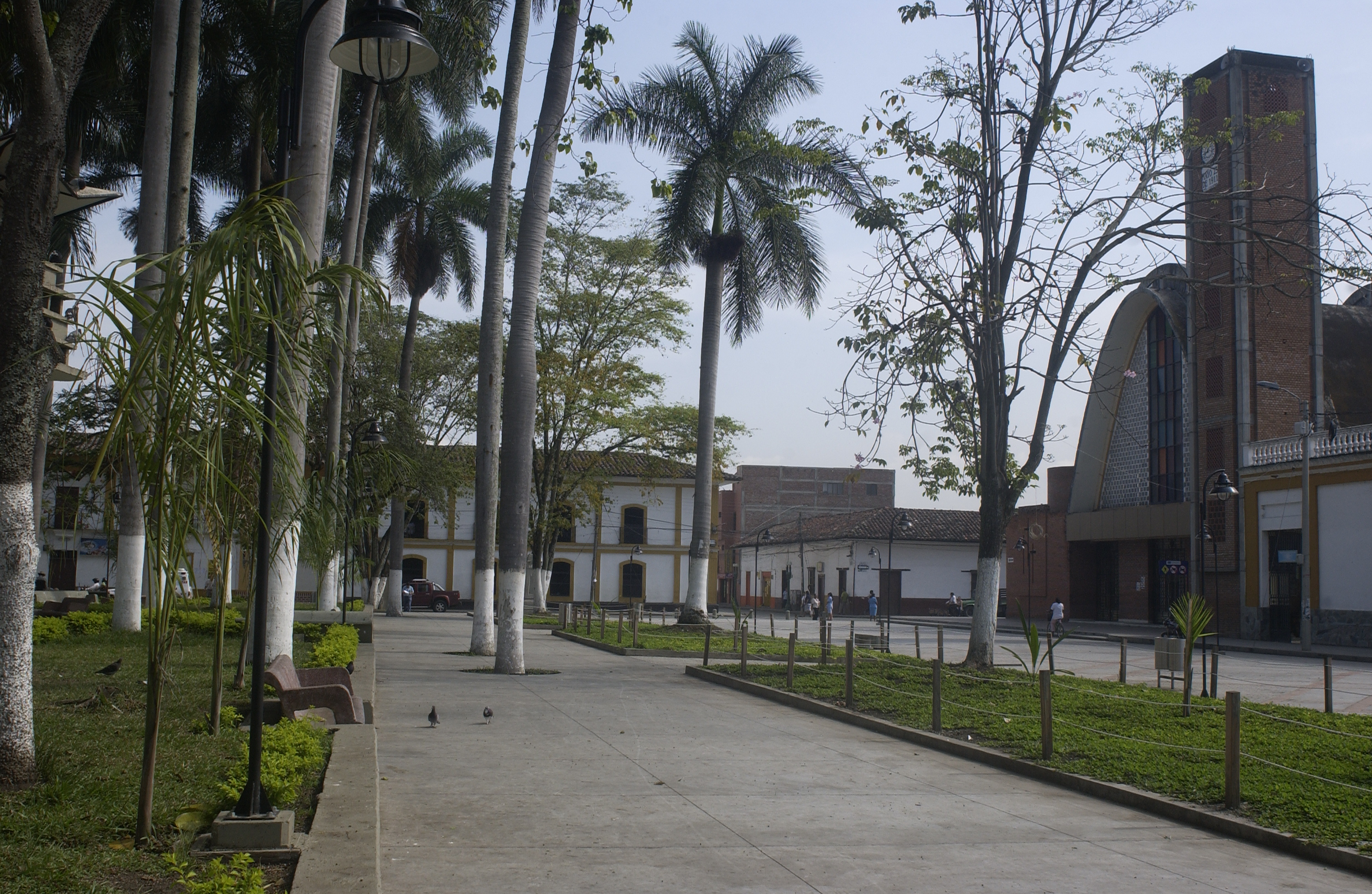
Parque Francisco Antonio Rada

Les autres attraits touristiques sont :
- Maison Canonique ;
- Siège éducatif Pedro Antonio Molina ;
- Siège éducatif María Inmaculada ;
- Pont El Trincho ;
- Théâtre en plein air "Marina Arango" ;
- Hôtel Club El Paraíso ;
- Ancienne maison du Colegio Jorge Isaacs ;
- Centre Culturel Universitas ;
- Gare ferroviaire et petit place de Sainte Bárbara ;
- Stade municipal Alfredo Vásquez Cobo ;
- Parque Francisco Antonio Rada et structure de la place ;
- Portail de l'ancien hôpital et cimetière ;
- Galerie.

## Infrastructures et transports

### Rues
Un réseau collègue El Cerrito routier avec les pays limitrophes: Buga, Rozo, Palmira et Costa Rica (Ginebra). Il possède rues intérieures de liaison en outre avec à Ginebra.

## Religion: paroisses de l'Église catholique
Les trois paroisses d'El Cerrito appartiennent au diocèse de Palmira : la paroisse de la Vierge de Chiquinquirá fondée par la fondation d'El Cerrito; la paroisse du Perpétuel Secours fondée le 16 juillet 1990 ; et la paroisse du Seigneur de la Miséricorde fondée l'8 novembre 2000.

## Autres juridictions
Il appartient au District Judiciaire de Cali aussi, au Cercle de Registre et Notariat de Buga et à la circonscription électorale de la Valle del Cauca, il est Cercle Notarié en outre.

## Tourisme

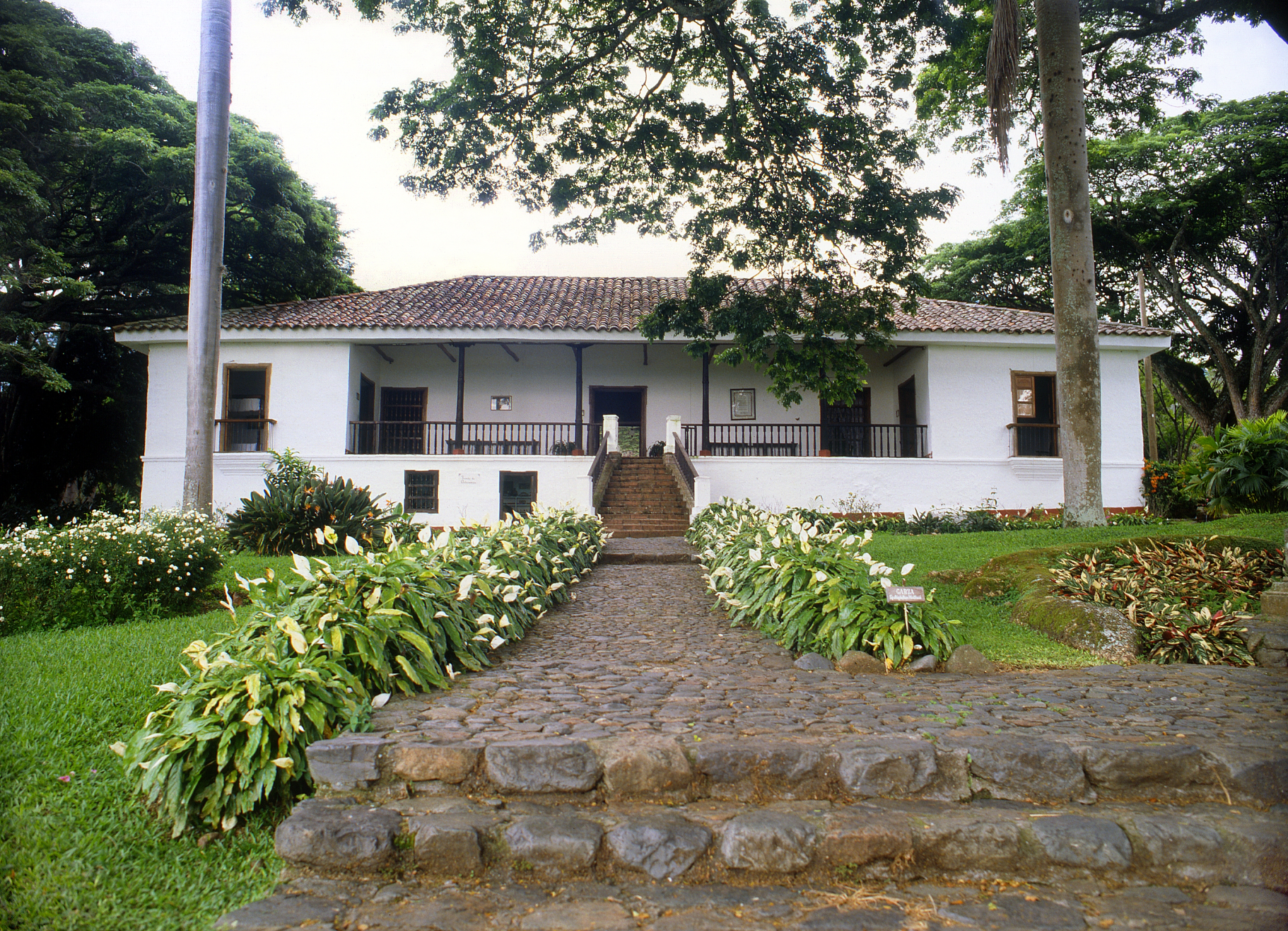
L'hacienda El Paraíso.

- Hacienda El Paraíso, (à 16 km du chef-lieu municipal, sur la rue qui mène à Santa Elena, El Pomo et El Castillo, dans la Cordillère Centrale. Endroit décrit dans le roman María de Jorge Isaacs, de 1867, et qu'il s'est transformé dans la destination touristique plus importante et de dont le nom naît la dénomination "Territorio Paraiso" pour indiquer la zone touristique comprise entre Guacarí, Ginebra, El Cerrito et Palmira. Il se trouve dans la zone nommé "paseo de la olla" où il est possible aussi de pratiquer des sports extrêmes comme : parapente, mountain-bike, équitation et canyoning.
- La fête nationale de l'oignon à Tenerife. C'est une des fêtes les plus célèbres et suggestives et elle est considérée comme la "distribution agricole de la Valle del Cauca". Ils peuvent admirer palmiers de cire haute jusqu'à 70 mètres.
- Le musée de la canne à sucre, qu'il fait partie du tenu Piedechinche dans la commune centrale. La maison de la hacienda Piedechinche, construit au XVIIIe siècle, c'est une démonstration typique de l'architecture vallecaucana de l'époque coloniale. Les meubles, du XIXe siècle et début du XXe siècle, acquis par collections différentes du pays, ils sont caractéristiques d'une habitation ancienne. Cette zone du département de Valle del Cauca fut le berceau des premiers moulins qu'ils donnèrent origine à l'industrie sucrier.
- La fête du paysan d'Ajui. C'est une célébration paysanne communautaire, réalisée dans le quartier d'Auji, dans le cadre des fêtes pour la Vierge del Carmen. Il offre une variété culturelle et joyeuse, pendant qu'il projette la communauté et ses valeurs en événements comme le "reinado infantil campesino" (royaume paysan enfantin).

### Projet Territorio Paraíso
Le Projet Territorio Paraíso est un projet du gouvernement qui comprend l'agrandissement de rues, avec des incitations juridiques et économiques pour le développement du tourisme dans les municipalités de Guacarí, Ginebra, El Cerrito et Palmira.

## Gastronomie
Entre les plats typiques nous pouvons trouver l'arroz atollado (plat de riz), le sancocho (une soupe), les pandebono (sandwichs) et les empanada.
Entre les gâteaux nous trouvons la génoise, le blanc-manger et l'amargo.
Beaucoup sont faits avec les variétés du fruits : raisin (en tous ses dérivés), chontaduro (fruit du palmier Bactris gasipaes), mangues, bananes, oranges, papaye, nèfles et caimos (Pouteria caimito).

## Personnalités liées à El Cerrito

### Époque de l'Indépendance

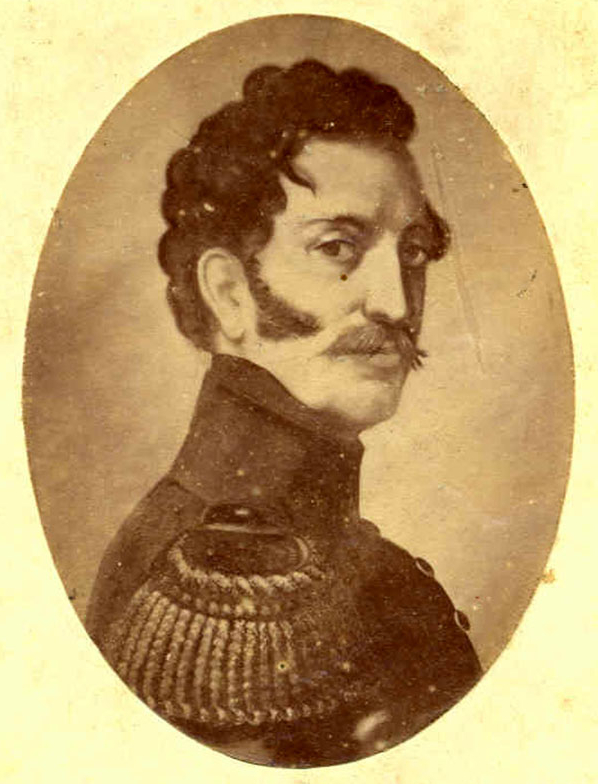
José María Cabal

- José María Cabal, (général pendant la guerre d'Indépendance du Nueva Granada), né dans le domaine de le Concepción de l'Alisal, El Cerrito, quand il appartenait au Canton de Buga, pour ce motif il est honoré à Buga, le 25 mai 1769; il participa avec Antonio Nariño à la promulgation des Droits de l'homme et pour cette cause il fut confiné en Europe. Il lutta contre Juan de Sámano dans le Cauca, en défendant la ville de Popayán, il gagna la bataille de Río Palo dans la commune de Caloto, Cauca revint sur ses terres, où il fut capturé et transféré à Popayán. Il fut fusillé ici sur la grand place le 19 août 1816.

- María Antonia Ruiz, l' "héroïne noire" grandit dans le domaine de Saint Agustín; après le début des mouvements indépendantistes jura au colonel Joaquín Riascos qu'il aurait donné sa vie s'il était nécessaire pour la liberté. Quand les troupes réalistes menées par Simón Muñoz se rapprochèrent du domaine, María Antonia sortit avec un groupe de fantassins armé d'un tambour et d'une trompette de bataille, en criant : "Vive la Patrie", "Vive l'armée conquérante de Boyacá !", "Vive le Cauca libéré!". Muñoz, croyant qu'il s'agissait de l'armée républicaine de Bermúdez, se retira vers le Tuluá. Grâce à cette entreprise Simón Bolívar lui fit visite dans le domaine de San Agustín.
- L'histoire mentionne aussi, les noms de José Julián Arango Ruiz et José Toribio Arango Ruiz.

### XXesiècle
- Francisco Antonio Campo : prêtre catholique de la commune.
- Francisco Antonio Rada : prêtre catholique de la commune.
- Henry Nieto Navia : (2 juillet 1945 - 22 mai 2007), fils d'Alfredo Nieto G. et Rosa E. Navia Varón compléta ses études à El Cerrito, Troisième et deuxième classe Central de la Valle (Buga), et à l'Université Santiago de Cali, Cali lui attribua un titre universitaire en droit en 1970. Comme juge il exerça au Buenaventura. Membre fondateur du Centre Culturel Universitas, le 22 mai 1966, il resta en activité jusqu'au moment de sa mort. Il fut ordonné prêtre le 27 novembre 1982 et il fut curé de Santa Elena (quartier d'El Cerrito), Candelaria, à la paroisse de San Cayetano et à la cathédrale de Notre-Dame du Chapelet de Palmar à Palmira. Fidèle cette dévotion reçue du Seigneur de la Divine Miséricorde, il réalisa la procession des enfants pendant la Semaine Sainte à Palmira et il créa quelques groupes apostoliques et laïques. Il réalisa son travail humanitaire principalement à Tumaco, Nariño.
- Álvaro José Domínguez Cabezas, footballeur.